# Margaret Beckett

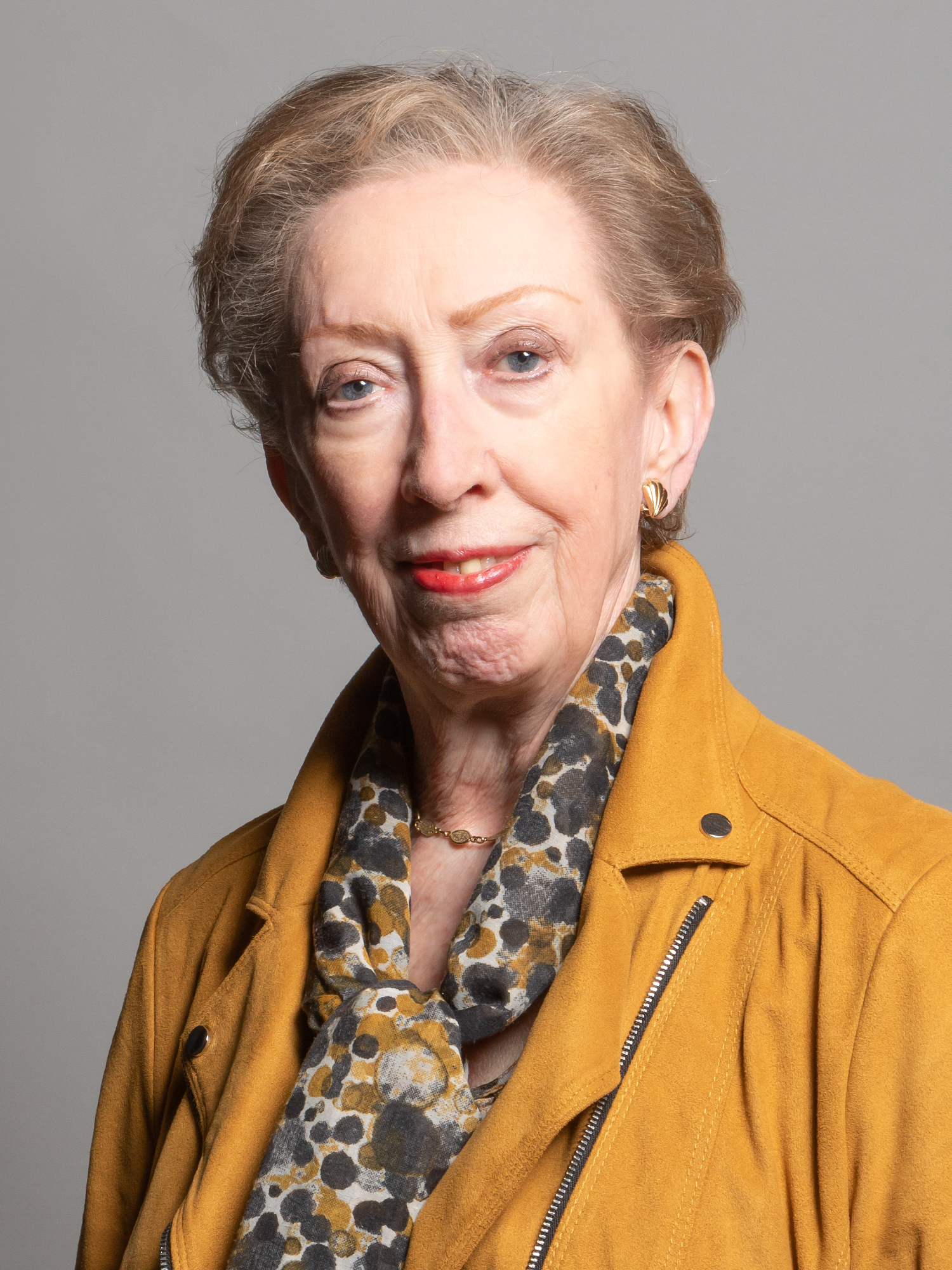
Dame Margaret Beckett (2020)

Margaret Mary Beckett, Baroness Beckett GBE, geb. Jackson (* 15. Januar 1943 in Ashton-under-Lyne, Lancashire), ist eine britische Politikerin (Labour) und war von 2006 bis 2007 Außenministerin in der Regierung von Tony Blair. In der Regierung von Gordon Brown wirkte sie von 2008 bis 2009 als Ministerin für den Wohnungsbau.

## Leben
Die ausgebildete Metallurgin stammt aus einem katholisch-irischen Elternhaus und war zunächst an der Universität Manchester tätig. Seit 1970 ist sie politisch aktiv. Zwischen 1974 und 1979 war sie Labour-Abgeordnete für den Wahlkreis Lincoln und arbeitete nebenbei im Ministerium für Angelegenheiten in Übersee. Anschließend war sie Parlamentarische Staatssekretärin im Erziehungsministerium. Seit 1983 vertrat sie den Wahlkreis Derby South im britischen Unterhaus.
1992 wurde sie als erste Frau stellvertretende Vorsitzende ihrer Partei. Sie übernahm nach dem Tod des Parteichefs John Smith am 12. Mai 1994 für einige Zeit interimistisch den Parteivorsitz. Am 21. Juli 1994 veranstaltete die Labour Party eine leadership election. Dabei galt zum ersten Mal der 1993 verabschiedete Grundsatz „one member, one vote“. Blair gewann diese Wahl mit absoluter Mehrheit gegen John Prescott und Margaret Beckett.
1997 wurde sie Ministerin für Handel und Industrie, 1998 Mehrheitsführerin im Unterhaus. Ab dem 8. Juni 2001 war sie Ministerin für Umwelt, Nahrung und ländliche Angelegenheiten; am 5. Mai 2006 wurde sie zur Außenministerin ernannt. Dieses Amt hatte sie als erste Frau inne.
Nachdem Gordon Brown 2007 Premierminister wurde, schied Margaret Beckett aus der Regierung aus (siehe Kabinett Brown). Von 2008 bis 2009 gehörte sie kurzzeitig noch einmal als Ministerin für Wohnungsbau dem Kabinett an. 2013 wurde sie als Dame Commander des Order of the British Empire geadelt und im Januar 2024 zur Dame Grand Cross des Order of the British Empire erhoben.
Zur britischen Unterhauswahl 2024 trat sie nicht mehr an und schied aus dem House of Commons aus. Am 14. August 2024 wurde sie als Baroness Beckett, of Old Normanton in the City of Derby, zur Life Peeress erhoben und ist dadurch seither Mitglied des House of Lords.
Seit 1979 war sie mit Lionel Beckett verheiratet bis zu dessen Tod 2021. Sie hat zwei Stiefsöhne aus der ersten Ehe ihres Gatten.